# Аналоговая брешь
Ана́логовая брешь (англ. analog hole) — фундаментальная и непреодолимая уязвимость любых методов защиты от копирования цифровых данных, таких как аудио, видео, изображения и текст, связанная с возможностью копирования этих данных в аналоговой форме, доступной для восприятия человеком.
Проблема защиты данных от копирования заключается в том, что любая информация, которая может быть воспринята человеческими органами чувств, может быть также зафиксирована и сохранена приборами. Термин «аналоговая брешь» появился с развитием цифровых средств распространения данных и созданием первых DRM-систем. Хотя незаконное копирование информации существовало до этого, оно не рассматривалось как брешь, так как не было возможностей отследить и ограничить копирование. С появлением технических средств защиты информации от копирования «аналоговая брешь» стала основной проблемой таких систем.

## Суть проблемы
Хотя технология создания цифровых записей из аналоговых источников и была, она не рассматривалась как «брешь» до широкого распространения технологий DRM в конце 1990-х. Однако, если для копирования записи не используется высококачественная аппаратура, качество копии может быть ниже по сравнению с оригиналом.
Независимо от используемых цифровых или программных механизмов контроля копирования, если звук может быть услышан ухом, он также может быть записан микрофоном и сохранён в аналоговом виде либо переведён в цифровой формат. Также, если изображение (статичное изображение или фильм), включая текст, может быть увидено глазом, оно также может быть записано на камеру. Изображение с текстом можно перевести обратно в текст, используя специальное программное обеспечение.
В 2002—2003 годах кинокомпании США публично обсуждали возможность «закрыть аналоговую брешь» — скорее всего, путём регулирования устройств цифровой записи, ограничения их возможности записывать аналоговые видеосигналы, схожие с коммерческими аудиовизуальными произведениями. Эти возможности описаны в «Отчёте о состоянии защиты контента», «Акте о потребительских устройств широкополосной сети и цифрового телевидения» и в Группе по обсуждению аналогового переконвертирования. Изобретатели технологий водяных знаков были частично заинтересованы в этой возможности, потому что для запрета записи видеосигнала могло потребоваться наличие в нём специального водяного знака (а значит, предположительно, производителям нужно бы было платить вознаграждение изобретателям технологии водяных знаков).
Киноиндустрия также предложила несколько частных решений проблемы аналоговой бреши; они могут быть применены без принятия дополнительных законов.
- Аналоговые сигналы могут быть изменены таким образом, чтобы мешать работе некоторых записывающих устройств. Например, Macrovision пытается решить проблемы записи видео с VCR и DVD путём вывода искажённого сигнала, в результате чего из-за автоматической регулировки усиления яркость сильно колеблется. Хотя предполагается, что это должно влиять только на копии, в качестве нежелательного побочного эффекта это может происходить и при просмотре оригинального видео. Некоторые производители заявляют, что разработали технологии для предотвращения перехвата видеокартой в персональном компьютере, но, вопреки этим заявлениям, существуют устройства, позволяющие обойти эти технологии.
- Производители записывающих устройств могут создать устройства, сканирующие аналоговый ввод на наличие водяных знаков. Например, производитель, который имеет разрешение пользоваться запатентованной технологией, может быть обязан по контракту использовать такие технологии в своих устройствах.

Однако, наличие на рынке производителей записывающей техники, не желающих препятствовать нелегальному копированию, полностью рушит эту защиту.
- Производители определённых устройств проигрывателя могут быть обязаны по контракту позволить издателям или вещательным станциям полностью выключить аналоговый ввод или ухудшить его качество путём специального программного обеспечения. Это один из примеров выборочного контроля вывода. Вещающий может предотвратить запись трансляции, отдав команду принимающим устройствам не выводить их через аналоговый вывод.

Однако, аналоговый вывод, через который контент подаётся на органы чувств человека (динамик для музыки, экран для видео) отключить в принципе невозможно, ибо это уничтожает пользовательскую ценность как устройства, так и контента.
Теоретически, возможно обойти эти меры, создав плеер, который копирует каждый кадр и звук на нём. Хотя большинство людей не в состоянии это сделать, многие продающие защищенный контент просто записывают видео через видеокамеру или используют устройства, не поддерживающие защиту от аналоговой бреши. Фактически, Ассоциация кинокомпаний Америки рекомендует использовать видеокамеру как альтернативу обхода Content Scrambling System.